# Kamienica Polska
Kamienica Polska è un comune rurale polacco del distretto di Częstochowa, nel voivodato della Slesia.
Ricopre una superficie di 46,72 km² e nel 2004 contava 5 466 abitanti.